# Parafia Narodzenia Najświętszej Maryi Panny w Wilkowie
Parafia pw. Narodzenia Najświętszej Maryi Panny w Wilkowie – parafia rzymskokatolicka w Wilkowie, należąca do dekanatu Świebodzin – Miłosierdzia Bożego, diecezji zielonogórsko-gorzowskiej, metropolii szczecińsko-kamieńskiej. 
Parafia położona jest przy drodze krajowej nr 92, trzy kilometry na zachód od Świebodzina.

## Historia
Powstała 15 sierpnia 2006 roku z części parafii św. Michała Archanioła w Świebodzinie (Wilkowo, Ługów, Rozłogi) oraz części parafii św. Bartłomieja w Ołoboku (Borów).

## Obszar
Parafia liczy 1711 mieszkańców (stan na dzień 31 grudnia 2007 roku) i obejmuje teren Wilkowa, Borowa, Ługowa i Rozłóg.

## Miejsca święte
W parafii znajdują się 3 zabytkowe kościoły.

### Kościół parafialny
- Kościół pw. Narodzenia Najświętszej Maryi Panny w Wilkowie

### Kościoły filialne
- Kościół pw. Chrystusa Króla w Borowie
- Kościół pw. św. Elżbiety Węgierskiej w Ługowie

## Grupy parafialne
Ministranci, Schola parafialna, Żywy Różaniec, Ruch Rodzin Nazaretańskich, Parafialny Zespół Caritas, Parafialna Rada Ekonomiczna, Animatorzy grup do bierzmowania